# Allium tardans
Allium tardans — вид рослин з родини амарилісових (Amaryllidaceae); ендемік острова Крит.

## Опис
Цибулина 1–1.5 см у діаметрі. Стебло 10–30 см. Листків 3–4, до 160 мм × 0.5 мм, ниткоподібні. Зонтик діаметром 10–25 мм, 6–15-квітковий. Оцвітина дзвінчаста; листочки оцвітини 5–6.5 × 1.8–2 мм, блідо-рожеві із зеленою серединною жилкою; зовнішні вузько-довгасті, внутрішні — зворотноланцетні, округлі або майже урізані на вершині. пиляки рожеві. Коробочка ≈ 4.5 мм. 
Період цвітіння: серпень — жовтень.

## Поширення
Ендемік острова Крит. Вид росте на заході, центрі та сході острова, а також на Карпатосі та Касосі. Зростає на вапняних скелях і в щілинах, серед скель ущелин, у гаригах на висотах 100–1900 м.

## Загрози й охорона
Загрози цьому виду невідомі.